# Calcio Catania 2013-2014
Questa voce raccoglie le informazioni riguardanti il Calcio Catania nelle competizioni ufficiali della stagione 2013-2014.

## Stagione
Lo storico ottavo posto del campionato 2012-13 porta alla conferma di Rolando Maran. Il nuovo torneo, però, vede la squadra sul fondo, già dalle prime battute. Infatti, dopo la sconfitta subita a Cagliari e con la squadra in zona retrocessione, Maran viene esonerato e sostituito da De Canio. Il cambio in panchina non produce effetti positivi poiché gli etnei rimangono in zona retrocessione, totalizzando solo 8 punti fino alla fine del girone di andata. Nel mese di gennaio viene eliminata dalla Coppa Italia dalla Siena (1-4), eliminazione che costa il posto a De Canio con il richiamo di Maran. e chiude il girone di andata con appena 13 punti all'attivo.
Nell'intero girone di ritorno il Catania permane nelle ultime posizioni compromettendo il percorso per la salvezza, infatti, Maran viene esonerato per la seconda volta e in panchina siederà per la fine del campionato Maurizio Pellegrino. Gli etnei fanno così ritorno in Serie B, dopo 8 stagioni, terminando il campionato al 18º posto con 32 punti e con 3 vittorie consecutive (la prima di queste costa lo scudetto alla Roma e la seconda la permanenza in Serie A al Bologna).

## Divise e sponsor
Il main sponsor per la stagione 2013-2014 è Fiorucci, il co-sponsor è TTT Lines e lo sponsor tecnico è Givova. Le maglie per la nuova stagione sono state ufficializzate il 26 giugno 2013 in una conferenza stampa presso il centro di allenamento di Torre del Grifo Village
La divisa casalinga presenta una maglia con strisce rossazzurre, molto più larghe di quelle dell'anno precedente. Il colletto è azzurro. Lo sponsor tecnico è presente con la scritta Givova in bianco al centro e i loghi, sempre di colore bianco, sulle maniche. I calzoncini sono azzurri con bande laterali rosse.
La divisa da trasferta presenta una maglia bianca con quattro strisce rosso-azzurre in alto con il colletto bianco e le bordatura sulla chiusura delle maniche in rosso-azzurro. I calzoncini sono bianchi.
La terza divisa presenta una maglia completamente rossa con calzoncini del medesimo colore.
| Casa | Trasferta | Terza divisa |

## Organigramma societario
ORGANI DI AMMINISTRAZIONE E CONTROLLO
Consiglio di amministrazione
- Presidente: Antonino Pulvirenti
- Vice presidenti: Pablo Cosentino, Angelo Vitaliti
- Amministratore delegato: Carmelo Milazzo
- Consigliere d'amministrazione: Giuseppe Bonanno

Collegio sindacale
- Presidente: Vincenzo Patti
- Sindaci: Vera Toscano, Giuseppe Caruso

AREE E MANAGEMENT
Area gestione aziendale
- Responsabile amministrativo: Carmelo Milazzo
- Addetta contabilità: Paola Bruno
- Segretario generale: Giorgio Borbone
- Responsabile logistica e Supporter liaison officer: Giuseppe Franchina
- Responsabile relazioni esterne e istituzionali: Antonio Carbone
- Consulente legale affari sportivi: Eduardo Chiacchio
- Consulente legale: Giulia Nicolosi, Michele Scacciante, Paola Santagati, Gianmarco Abbadessa
- Responsabile sicurezza: Arturo Magni
- Delegato sicurezza: Claudio Cammarata
- Magazzinieri: Antonio Pennisi, Alessandro Musumeci

Area comunicazione
- Responsabile comunicazione: Angelo Scaltriti
- Web Designer: Fabio De Luca
- Fotografo: Filippo Galtieri

Area marketing
- Responsabile area marketing: Saverio Provenzano

Area sportiva
- Responsabile area tecnica: Giuseppe Bonanno
- Responsabile tecnico area sud America: Salvatore Monaco
- Responsabile settore giovanile: Marcello Pitino
- Coordinatore area tecnica settore giovanile: Maurizio Pellegrino
- Coordinatore area portieri settore giovanile: Emanuele Manitta
- Coordinatore area atletica settore giovanile: Giovanni Petralia
- Team Manager: Orazio Russo, da marzo Maurizio Patti

Area tecnica
- Allenatore: Rolando Maran (fino al 20 ottobre 2013), poi Luigi De Canio (fino al 16 gennaio 2014), poi Rolando Maran (fino al 6 aprile 2014), poi Maurizio Pellegrino
- Allenatore in seconda: Christian Maraner (fino al 20 ottobre 2013), poi Roberto Rizzo (fino al 16 gennaio 2014), poi Christian Maraner (fino al 6 aprile 2014), poi da aprile Giuseppe Irrera
- Collaboratore tecnico: Giuseppe Irrera, Filippo Orlando[11]
- Responsabile preparazione atletica: Roberto De Bellis, da aprile Giovanni Petralia
- Preparatore atletico: Giuseppe Colombino, Antonio Torrisi
- Responsabile preparazione dei portieri: Enzo Maurizio Biato
- Collaboratore analisi video: Paolo Pavese[11]

Area sanitaria
- Responsabile sanitario: Antonio Licciardello
- Medico sociale: Alfio Scudero, Francesco Riso
- Fisioterapista: Giuseppe Dispinzieri, Andrea Calì
- Massaggiatore: Salvatore Libra, Carmelo Cutroneo

## Rosa
Aggiornata al 21 agosto 2013.
| N. |                      | Ruolo | Calciatore                    |
| -- | -------------------- | ----- | ----------------------------- |
| 1  | Italia (bandiera)    | P     | Alberto Frison                |
| 2  | Argentina (bandiera) | D     | Gino Peruzzi                  |
| 3  | Argentina (bandiera) | D     | Nicolás Spolli                |
| 4  | Argentina (bandiera) | C     | Sergio Bernardo Almirón       |
| 5  | Uruguay (bandiera)   | D     | Alexis Rolín                  |
| 6  | Italia (bandiera)    | D     | Nicola Legrottaglie           |
| 7  | Grecia (bandiera)    | C     | Panagiōtīs Tachtsidīs         |
| 7  | Italia (bandiera)    | A     | Francesco Fedato              |
| 8  | Rep. Ceca (bandiera) | C     | Jaroslav Plašil               |
| 9  | Argentina (bandiera) | A     | Gonzalo Bergessio             |
| 10 | Argentina (bandiera) | A     | Maxi López                    |
| 10 | Italia (bandiera)    | C     | Francesco Lodi                |
| 11 | Argentina (bandiera) | C     | Sebastián Leto                |
| 13 | Argentina (bandiera) | C     | Mariano Julio Izco (capitano) |
| 14 | Italia (bandiera)    | D     | Giuseppe Bellusci             |
| 15 | Argentina (bandiera) | C     | Fabián Rinaudo                |
| 18 | Argentina (bandiera) | D     | Fabián Monzón                 |
| 17 | Italia (bandiera)    | C     | Tiberio Guarente              |
| 19 | Argentina (bandiera) | C     | Lucas Castro                  |
| 20 | Argentina (bandiera) | C     | Federico Freire               |
| 21 | Argentina (bandiera) | P     | Mariano Andújar               |

| N. |                       | Ruolo | Calciatore              |
| -- | --------------------- | ----- | ----------------------- |
| 22 | Argentina (bandiera)  | D     | Pablo Sebastián Álvarez |
| 23 | Italia (bandiera)     | A     | Kingsley Boateng        |
| 24 | Slovacchia (bandiera) | D     | Norbert Gyömbér         |
| 26 | Spagna (bandiera)     | A     | Keko                    |
| 27 | Italia (bandiera)     | C     | Marco Biagianti         |
| 28 | Argentina (bandiera)  | C     | Pablo César Barrientos  |
| 29 | Italia (bandiera)     | A     | Fabio Aveni             |
| 30 | Croazia (bandiera)    | D     | Dragan Lovric           |
| 31 | Costa Rica (bandiera) | D     | Erick Cabalceta         |
| 32 | Croazia (bandiera)    | A     | Bruno Petković          |
| 33 | Italia (bandiera)     | D     | Ciro Capuano            |
| 34 | Italia (bandiera)     | D     | Cristiano Biraghi       |
| 35 | Italia (bandiera)     | P     | Giuseppe Ficara         |
| 35 | Francia (bandiera)    | A     | Souleymane Doukara      |
| 36 | Italia (bandiera)     | A     | Simone Caruso           |
| 37 | Italia (bandiera)     | D     | Michele De Matteis      |
| 38 | Italia (bandiera)     | D     | Simone Brugaletta       |
| 39 | Italia (bandiera)     | C     | Agatino Garufi          |
| 40 | Italia (bandiera)     | C     | Agostino Gallo          |
| 41 | Italia (bandiera)     | P     | Giorgio Costanzo        |

## Calciomercato

### Sessione estiva(dal 1/7 al 2/9)
| Acquisti | Acquisti              | Acquisti        | Acquisti                                            |
| R.       | Nome                  | da              | Modalità                                            |
| -------- | --------------------- | --------------- | --------------------------------------------------- |
| P        | Alberto Frison        | Vicenza         | riscatto comproprietà                               |
| D        | Norbert Gyömbér       | Dukla B.B.      | definitivo                                          |
| D        | Fabián Monzón         | Olympique Lione | definitivo                                          |
| D        | Gino Peruzzi          | Vélez Sarsfield | definitivo                                          |
| D        | Cristiano Biraghi     | Cittadella      | prestito con diritto di riscatto della comproprietà |
| D        | Luca Calapai          | Barletta        | fine prestito                                       |
| C        | Federico Freire       | Vélez Sarsfield | svincolato                                          |
| C        | Panagiōtīs Tachtsidīs | Genoa           | comproprietà                                        |
| C        | Tiberio Guarente      | Siviglia        | prestito con diritto di riscatto                    |
| C        | Jaroslav Plašil       | Bordeaux        | prestito                                            |
| C        | Cristian Llama        | Fiorentina      | fine prestito                                       |
| C        | Federico Moretti      | Modena          | fine prestito                                       |
| C        | Mario Paglialunga     | Hércules        | fine prestito                                       |
| A        | Sebastián Leto        | Panathīnaïkos   | svincolato                                          |
| A        | Maxi López            | Sampdoria       | fine prestito                                       |
| A        | Kingsley Boateng      | Milan           | prestito con diritto di riscatto della comproprietà |
| A        | Mirco Antenucci       | Spezia          | fine prestito                                       |
| A        | Andrea Catellani      | Sassuolo        | fine prestito                                       |
| A        | Alfredo Donnarumma    | Como            | fine prestito                                       |

| Cessioni | Cessioni           | Cessioni       | Cessioni                                            |
| R.       | Nome               | a              | Modalità                                            |
| -------- | ------------------ | -------------- | --------------------------------------------------- |
| P        | Giuseppe Messina   | Pro Patria     | comproprietà                                        |
| P        | Pietro Terracciano | Avellino       | prestito con diritto di riscatto della comproprietà |
| D        | Błażej Augustyn    | Górnik Zabrze  | svincolato                                          |
| D        | Alessandro Potenza | Modena         | svincolato                                          |
| D        | Giovanni Marchese  | Genoa          | svincolato                                          |
| D        | Luca Calapai       | Modena         | comproprietà                                        |
| C        | Adrián Ricchiuti   | Virtus Entella | svincolato                                          |
| C        | Mario Paglialunga  | Real Saragozza | definitivo                                          |
| C        | Cristian Llama     | Veracruz       | svincolato                                          |
| C        | Federico Moretti   | Spezia         | prestito con diritto di riscatto della comproprietà |
| C        | Fabio Sciacca      | Ternana        | prestito con diritto di riscatto della comproprietà |
| C        | Francesco Lodi     | Genoa          | comproprietà                                        |
| C        | Marco Biagianti    | Livorno        | definitivo                                          |
| A        | Fabio Aveni        | Perugia        | prestito                                            |
| A        | Takayuki Morimoto  | JEF United     | definitivo                                          |
| A        | Edgar Çani         | Carpi          | prestito con diritto di riscatto della comproprietà |
| A        | Mirco Antenucci    | Ternana        | prestito con diritto di riscatto della comproprietà |
| A        | Andrea Catellani   | Spezia         | comproprietà                                        |
| A        | Alejandro Gómez    | Metalist       | definitivo                                          |
| A        | Alfredo Donnarumma | Cittadella     | comproprietà                                        |
| A        | Souleymane Doukara | Juve Stabia    | prestito                                            |
| A        | Maks Barišič       | Milan          | prestito con diritto di riscatto della comproprietà |

### Sessione invernale(dal 3/1 al 31/1)
| Acquisti | Acquisti         | Acquisti         | Acquisti                         |
| R.       | Nome             | da               | Modalità                         |
| -------- | ---------------- | ---------------- | -------------------------------- |
| C        | Francesco Lodi   | Genoa            | prestito                         |
| C        | Fabián Rinaudo   | Sporting Lisbona | prestito con diritto di riscatto |
| A        | Francesco Fedato | Bari             | prestito                         |
| A        | Fabio Aveni      | Perugia          | rientro prestito                 |

| Cessioni | Cessioni              | Cessioni        | Cessioni   |
| R.       | Nome                  | a               | Modalità   |
| -------- | --------------------- | --------------- | ---------- |
| C        | Panagiōtīs Tachtsidīs | Torino          | prestito   |
| C        | Federico Freire       | Arsenal Sarandí | svincolato |
| C        | Tiberio Guarente      | Chievo          | prestito   |
| A        | Maxi López            | Sampdoria       | prestito   |

## Risultati

### Serie A

#### Girone di andata
| Arbitro: | Doveri (Roma) |

|                          |           |                |
| G. Rossi 14’ Pizarro 28’ | Marcatori | 22’ Barrientos |

| Arbitro: | Damato (Barletta) |

|  |           |                                      |
|  | Marcatori | 19’ Palacio 56’ Nagatomo 80’ Álvarez |

| Arbitro: | Gervasoni (Mantova) |

|                   |           |  |
| Paulinho 66’, 72’ | Marcatori |  |

| Catania 22 settembre 2013, ore 15:00 CEST 4ª giornata | Catania             | 0 – 0 referto | Parma | Stadio Angelo Massimino (13.125 spett.)\| Arbitro: \| Mazzoleni (Bergamo) \| |
| Arbitro:                                              | Mazzoleni (Bergamo) |               |       |                                                                              |

| Arbitro: | Irrati (Pistoia) |

|                                     |           |               |
| Ederson 4’ Lulić 39’ Hernanes 90+4’ | Marcatori | 6’ Barrientos |

| Arbitro: | Guida (Torre Annunziata) |

|                       |           |  |
| Plašil 22’ Castro 54’ | Marcatori |  |

| Arbitro: | Calvarese (Teramo) |

|                |           |                         |
| Barrientos 59’ | Marcatori | 87’ (aut.) Legrottaglie |

| Arbitro: | Giacomelli (Trieste) |

|                        |           |              |
| Ibarbo 26’ Pinilla 84’ | Marcatori | 5’ Bergessio |

| Catania 27 ottobre 2013, ore 15:00 CEST 9ª giornata | Catania                      | 0 – 0 referto | Sassuolo | Stadio Angelo Massimino (12.621 spett.)\| Arbitro: \| Tommasi (Bassano del Grappa) \| |
| Arbitro:                                            | Tommasi (Bassano del Grappa) |               |          |                                                                                       |

| Arbitro: | Guida (Torre Annunziata) |

|                                           |           |  |
| Vidal 26’ Pirlo 34’ Tévez 66’ Bonucci 71’ | Marcatori |  |

| Arbitro: | Irrati (Pistoia) |

|                         |           |            |
| Callejón 15’ Hamšík 20’ | Marcatori | 25’ Castro |

| Arbitro: | De Marco (Chiavari) |

|                  |           |  |
| López 30’ (rig.) | Marcatori |  |

| Arbitro: | Tommasi (Bassano del Grappa) |

|                                               |           |          |
| Immobile 10’ El Kaddouri 34’, 61’ Moretti 59’ | Marcatori | 50’ Leto |

| Arbitro: | Rizzoli (Bologna) |

|            |           |                                      |
| Castro 13’ | Marcatori | 19’ Montolivo 63’ Balotelli 81’ Kaká |

| Arbitro: | Celi (Bari) |

|                         |           |  |
| Éder 54’ Gabbiadini 77’ | Marcatori |  |

| Catania 14 dicembre 2013, ore 20:45 CET 16ª giornata | Catania           | 0 – 0 referto | Verona | Stadio Angelo Massimino (15.872 spett.)\| Arbitro: \| Damato (Barletta) \| |
| Arbitro:                                             | Damato (Barletta) |               |        |                                                                            |

| Arbitro: | Gervasoni (Mantova) |

|                                          |           |  |
| Benatia 18’, 59’ Destro 55’ Gervinho 80’ | Marcatori |  |

| Arbitro: | Orsato (Schio) |

|                               |           |  |
| Bergessio 23’ Lodi 66’ (rig.) | Marcatori |  |

| Arbitro: | Massa (Imperia) |

|                              |           |          |
| Denis 67’ (rig.) Moralez 86’ | Marcatori | 89’ Leto |

#### Girone di ritorno
| Arbitro: | Banti (Livorno) |

|  |           |                              |
|  | Marcatori | 25’ Fernandez 28’, 41’ Matri |

| Milano 26 gennaio 2014, ore 15:00 CET 21ª giornata | Inter               | 0 – 0 referto | Catania | Stadio Giuseppe Meazza (35.007 spett.)\| Arbitro: \| De Marco (Chiavari) \| |
| Arbitro:                                           | De Marco (Chiavari) |               |         |                                                                             |

| Arbitro: | Bergonzi (Genova) |

|                                          |           |                                       |
| Bergessio 61’ Barrientos 75’ Almirón 88’ | Marcatori | 50’, 77’ Emeghara 72’ (rig.) Paulinho |

| Parma 9 febbraio 2014, ore CET 23ª giornata | Parma                | 0 – 0 referto | Catania | Stadio Ennio Tardini (10.815 spett.)\| Arbitro: \| Giacomelli (Trieste) \| |
| Arbitro:                                    | Giacomelli (Trieste) |               |         |                                                                            |

| Arbitro: | Mazzoleni (Bergamo) |

|                                |           |             |
| Izco 1’ Spolli 48’ Peruzzi 58’ | Marcatori | 45+1’ Mauri |

| Arbitro: | Orsato (Schio) |

|                                  |           |  |
| Théréau 37’ (rig.) L. Rigoni 68’ | Marcatori |  |

| Arbitro: | Irrati (Pistoia) |

|                              |           |  |
| L. Antonelli 14’ Sturaro 85’ | Marcatori |  |

| Arbitro: | Rizzoli (Bologna) |

|               |           |            |
| Bergessio 62’ | Marcatori | 52’ Vecino |

| Arbitro: | Valeri (Roma) |

|                                    |           |               |
| Zaza 56’ Missiroli 61’ Sansone 89’ | Marcatori | 30’ Bergessio |

| Arbitro: | Damato (Barletta) |

|  |           |           |
|  | Marcatori | 59’ Tévez |

| Arbitro: | Massa (Imperia) |

|                        |           |                                           |
| Monzón 52’ Gyömbér 75’ | Marcatori | 16’, 43’ Zapata 25’ Callejón 40’ Henrique |

| Arbitro: | Doveri (Roma) |

|               |           |  |
| Di Natale 68’ | Marcatori |  |

| Arbitro: | Rocchi (Firenze) |

|              |           |                           |
| Bergessio 2’ | Marcatori | 79’ Farnerud 83’ Immobile |

| Arbitro: | De Marco (Chiavari) |

|               |           |  |
| Montolivo 23’ | Marcatori |  |

| Arbitro: | Tommasi (Bassano del Grappa) |

|                        |           |           |
| Leto 45’ Bergessio 63’ | Marcatori | 60’ Okaka |

| Arbitro: | Russo (Nola) |

|                                                   |           |  |
| Toni 6’ Frison 28’ (aut.) Marquinho 45’ Gómez 74’ | Marcatori |  |

| Arbitro: | Banti (Livorno) |

|                                            |           |           |
| Izco 26’, 34’ Bergessio 55’ Barrientos 79’ | Marcatori | 37’ Totti |

| Arbitro: | Rocchi (Firenze) |

|            |           |                          |
| Morleo 79’ | Marcatori | 22’ Monzón 84’ Bergessio |

| Arbitro: | Aureliano (Bologna) |

|                                 |           |          |
| Lodi 65’ Bergessio 90+1’ (rig.) | Marcatori | 80’ Koné |

### Coppa Italia

#### Fase finale
| Arbitro: | Peruzzo (Schio) |

|         |           |                                                        |
| Leto 4’ | Marcatori | 24’ Paolucci 59’ Valiani 90+1’ Pulzetti 90+3’ Rossetti |

## Statistiche

### Statistiche di squadra
| Competizione | Punti | In casa | In casa | In casa | In casa | In casa | In casa | In trasferta | In trasferta | In trasferta | In trasferta | In trasferta | In trasferta | Totale | Totale | Totale | Totale | Totale | Totale | DR  |
| Competizione | Punti | G       | V       | N       | P       | Gf      | Gs      | G            | V            | N            | P            | Gf           | Gs           | G      | V      | N      | P      | Gf     | Gs     | DR  |
| ------------ | ----- | ------- | ------- | ------- | ------- | ------- | ------- | ------------ | ------------ | ------------ | ------------ | ------------ | ------------ | ------ | ------ | ------ | ------ | ------ | ------ | --- |
| Serie A      | 32    | 19      | 7       | 6       | 6       | 25      | 25      | 19           | 1            | 2            | 16           | 9            | 41           | 38     | 8      | 8      | 22     | 34     | 66     | -32 |
| Coppa Italia | -     | 1       | 0       | 0       | 1       | 1       | 4       | 0            | 0            | 0            | 0            | 0            | 0            | 1      | 0      | 0      | 1      | 1      | 4      | -3  |
| Totale       | 32    | 20      | 7       | 6       | 7       | 26      | 29      | 19           | 1            | 2            | 16           | 9            | 41           | 39     | 8      | 8      | 23     | 35     | 70     | -35 |

### Andamento in campionato
| Giornata  | 1  | 2  | 3  | 4  | 5  | 6  | 7  | 8  | 9  | 10 | 11 | 12 | 13 | 14 | 15 | 16 | 17 | 18 | 19 | 20 | 21 | 22 | 23 | 24 | 25 | 26 | 27 | 28 | 29 | 30 | 31 | 32 | 33 | 34 | 35 | 36 | 37 | 38 |
| --------- | -- | -- | -- | -- | -- | -- | -- | -- | -- | -- | -- | -- | -- | -- | -- | -- | -- | -- | -- | -- | -- | -- | -- | -- | -- | -- | -- | -- | -- | -- | -- | -- | -- | -- | -- | -- | -- | -- |
| Luogo     | T  | C  | T  | C  | T  | C  | C  | T  | C  | T  | T  | C  | T  | C  | T  | C  | T  | C  | T  | C  | T  | C  | T  | C  | T  | T  | C  | T  | C  | C  | T  | C  | T  | C  | T  | C  | T  | C  |
| Risultato | P  | P  | P  | N  | P  | V  | N  | P  | N  | P  | P  | V  | P  | P  | P  | N  | P  | V  | P  | P  | N  | N  | N  | V  | P  | P  | N  | P  | P  | P  | P  | P  | P  | V  | P  | V  | V  | V  |
| Posizione | 13 | 18 | 18 | 19 | 19 | 16 | 16 | 17 | 17 | 18 | 19 | 19 | 20 | 20 | 20 | 20 | 20 | 20 | 20 | 20 | 20 | 20 | 20 | 18 | 19 | 19 | 19 | 20 | 20 | 20 | 20 | 20 | 20 | 20 | 20 | 19 | 18 | 18 |

Fonte:  Serie A – Classifiche, su sport.sky.it, Sky Sport. URL consultato il 7 settembre 2013 (archiviato dall'url originale l'11 settembre 2014).
Legenda:

Luogo: C = Casa; T = Trasferta. Risultato: V = Vittoria; N = Pareggio; P = Sconfitta.

### Statistiche dei giocatori
| Giocatore       | Serie A  | Serie A | Serie A     | Serie A    | Coppa Italia | Coppa Italia | Coppa Italia | Coppa Italia | Totale   | Totale | Totale      | Totale     |
| Giocatore       | Presenze | Reti    | Ammonizioni | Espulsioni | Presenze     | Reti         | Ammonizioni  | Espulsioni   | Presenze | Reti   | Ammonizioni | Espulsioni |
| --------------- | -------- | ------- | ----------- | ---------- | ------------ | ------------ | ------------ | ------------ | -------- | ------ | ----------- | ---------- |
| S. Almiron      | 13       | 1       | 1           | 0          | 0            | 0            | 0            | 0            | 13       | 1      | 1           | 0          |
| P. Álvarez      | 18       | 0       | 6           | 0          | 0            | 0            | 0            | 0            | 18       | 0      | 6           | 0          |
| M. Andújar      | 24       | -42     | 1           | 0          | 1            | -4           | 0            | 0            | 25       | -46    | 1           | 0          |
| F. Aveni        | 1        | 0       | 0           | 0          | 0            | 0            | 0            | 0            | 1        | 0      | 0           | 0          |
| P. Barrientos   | 28       | 5       | 10          | 0          | 0            | 0            | 0            | 0            | 28       | 5      | 10          | 0          |
| G. Bellusci     | 20       | 0       | 7           | 2          | 0            | 0            | 0            | 0            | 20       | 0      | 7           | 2          |
| G. Bergessio    | 30       | 10      | 9           | 1          | 0            | 0            | 0            | 0            | 30       | 10     | 9           | 1          |
| M. Biagianti    | 1        | 0       | 0           | 0          | 0            | 0            | 0            | 0            | 1        | 0      | 0           | 0          |
| C. Biraghi      | 22       | 0       | 3           | 0          | 0            | 0            | 0            | 0            | 22       | 0      | 3           | 0          |
| K. Boateng      | 6        | 0       | 0           | 0          | 1            | 0            | 0            | 0            | 7        | 0      | 0           | 0          |
| S. Brugaletta   | 0        | 0       | 0           | 0          | 0            | 0            | 0            | 0            | 0        | 0      | 0           | 0          |
| E. Cabalceta    | 0        | 0       | 0           | 0          | 0            | 0            | 0            | 0            | 0        | 0      | 0           | 0          |
| C. Capuano      | 5        | 0       | 1           | 0          | 1            | 0            | 0            | 0            | 6        | 0      | 1           | 0          |
| S. Caruso       | 1        | 0       | 0           | 0          | 0            | 0            | 0            | 0            | 1        | 0      | 0           | 0          |
| L. Castro       | 28       | 3       | 3           | 0          | 0            | 0            | 0            | 0            | 28       | 3      | 3           | 0          |
| G. Costanzo     | 0        | -0      | 0           | 0          | 0            | -0           | 0            | 0            | 0        | -0     | 0           | 0          |
| M. De Matteis   | 0        | 0       | 0           | 0          | 0            | 0            | 0            | 0            | 0        | 0      | 0           | 0          |
| S. Doukara      | 1        | 0       | 1           | 0          | 0            | 0            | 0            | 0            | 1        | 0      | 1           | 0          |
| F. Fedato       | 9        | 0       | 0           | 0          | 0            | 0            | 0            | 0            | 9        | 0      | 0           | 0          |
| G. Ficara       | 0        | -0      | 0           | 0          | 0            | -0           | 0            | 0            | 0        | -0     | 0           | 0          |
| F. Freire       | 1        | 0       | 0           | 0          | 0            | 0            | 0            | 0            | 1        | 0      | 0           | 0          |
| A. Frison       | 14       | -24     | 2           | 0          | 0            | -0           | 0            | 0            | 14       | -24    | 2           | 0          |
| A. Gallo        | 0        | 0       | 0           | 0          | 0            | 0            | 0            | 0            | 0        | 0      | 0           | 0          |
| A. Garufi       | 1        | 0       | 0           | 0          | 1            | 0            | 0            | 0            | 2        | 0      | 0           | 0          |
| N. Gyömbér      | 18       | 1       | 2           | 0          | 1            | 0            | 0            | 0            | 19       | 1      | 2           | 0          |
| T. Guarente     | 13       | 0       | 4           | 1          | 1            | 0            | 0            | 0            | 14       | 0      | 4           | 1          |
| M. Izco         | 30       | 3       | 3           | 0          | 0            | 0            | 0            | 0            | 30       | 3      | 3           | 0          |
| Keko            | 19       | 0       | 3           | 0          | 1            | 0            | 0            | 0            | 20       | 0      | 3           | 0          |
| N. Legrottaglie | 17       | 0       | 4           | 0          | 1            | 0            | 0            | 0            | 18       | 0      | 4           | 0          |
| S. Leto         | 27       | 3       | 3           | 0          | 1            | 1            | 0            | 0            | 28       | 4      | 3           | 0          |
| F. Lodi         | 19       | 2       | 3           | 0          | 1            | 0            | 0            | 0            | 20       | 2      | 3           | 0          |
| M. Lopez        | 12       | 1       | 1           | 0          | 1            | 0            | 0            | 0            | 13       | 1      | 1           | 0          |
| D. Lovric       | 0        | 0       | 0           | 0          | 0            | 0            | 0            | 0            | 0        | 0      | 0           | 0          |
| F. Monzón       | 22       | 2       | 2           | 0          | 1            | 0            | 0            | 0            | 23       | 2      | 2           | 0          |
| G. Peruzzi      | 21       | 1       | 9           | 1          | 1            | 0            | 0            | 0            | 22       | 1      | 9           | 1          |
| J. Plašil       | 28       | 1       | 2           | 0          | 0            | 0            | 0            | 0            | 28       | 1      | 2           | 0          |
| B. Petković     | 4        | 0       | 0           | 0          | 0            | 0            | 0            | 0            | 4        | 0      | 0           | 0          |
| F. Rinaudo      | 17       | 0       | 7           | 1          | 1            | 0            | 0            | 0            | 18       | 0      | 7           | 1          |
| A. Rolin        | 25       | 0       | 5           | 0          | 0            | 0            | 0            | 0            | 25       | 0      | 5           | 0          |
| N. Spolli       | 21       | 1       | 6           | 0          | 0            | 0            | 0            | 0            | 21       | 1      | 6           | 0          |
| P. Tachtsidis   | 12       | 0       | 2           | 1          | 0            | 0            | 0            | 0            | 12       | 0      | 2           | 1          |